# Caught in the Act (Styx)
| Recensione                        | Giudizio   |
| --------------------------------- | ---------- |
| AllMusic                          | [ 2 ]      |
| The New Rolling Stone Album Guide | [ 3 ]      |
| Sputnikmusic                      | 3.1 (Good) |
| Dizionario del Pop-Rock           | [ 5 ]      |

Caught in the Act è il primo live album (uscito in formato doppio LP) del gruppo musicale Styx, pubblicato nell'aprile del 1984 per l'etichetta discografica A&M Records.
L'album raggiunse la trentunesima posizione (19 maggio 1984) della classifica statunitense Billboard 200, il brano Music Time, presente nell'album e pubblicato come singolo, si piazzò al quarantesimo posto della Chart di Billboard Hot 100.
Nello stesso periodo è stata distribuita anche una VHS contenente l'intera rappresentazione teatrale dell'album Kilroy Was Here.

## Tracce
Lato A
1. Music Time – 4:42 (Dennis DeYoung)
2. Mr. Roboto – 4:38 (Dennis DeYoung)
3. Too Much Time on My Hands – 4:35 (Tommy Shaw)
4. Babe – 4:40 (Dennis DeYoung)

Lato B
1. Snowblind – 5:03 (James Young, Dennis DeYoung)
2. The Best of Times – 6:08 (Dennis DeYoung)
3. Suite Madame Blue – 8:22 (Dennis DeYoung)

Lato C
1. Rockin' the Paradise – 4:04 (Dennis DeYoung, James Young, Tommy Shaw)
2. Blue Collar Man (Long Nights) – 4:22 (Tommy Shaw)
3. Miss America – 5:59 (James Young)
4. Don't Let It End – 5:12 (Dennis DeYoung)

Lato D
1. Fooling Yourself (The Angry Young Man) – 5:34 (Tommy Shaw)
2. Crystal Ball – 5:56 (Tommy Shaw)
3. Come Sail Away – 8:06 (Dennis DeYoung)

## Formazione
- Tommy Shaw - chitarra acustica solista, chitarra elettrica, vocoder, voce
- James Young - chitarra elettrica, chitarra solista, sintetizzatore (string synthesizer), voce
- Dennis DeYoung - tastiere, voce
- Chuck Panozzo - chitarra basso, basso a pedale, voce
- John Panozzo - batteria, percussioni

Note aggiuntive
- Styx - produttori, arrangiamenti
- Registrazioni effettuate dal vivo il 9 e 10 aprile 1983 al Saenger Theatre di New Orleans, Louisiana (eccetto il brano: Music Time)
- Brano: Music Time, registrato nel gennaio 1984 al Pumpkin Studios di Oak Lawn, Illinois
- Gary Loizzo e Rob Kingsland con Biff Dawes - ingegneri delle registrazioni (live)
- Gary Loizzo e Will Rascati - ingegneri delle registrazioni (studio)
- Jim Popko - assistente ingegneri delle registrazioni (studio)
- Mixato al Pumkin Studios, Oak Lawn, Illinois
- Chuck Beeson - art direction
- Mike Fink e Chuck Beeson - design album
- Paul Natkin, Abel Armas II e Jeff Ravitz - fotografie[10]